# You Lost Me
"You Lost Me" là một bài hát của ca sĩ người Mỹ Christina Aguilera. You Lost Me được chọn làm đĩa đơn chính thức thứ 2 cho album Bionic của Christina. Lời bài hát nói về việc một cô gái bị người yêu phản bội. Christina đã biểu diễn bài hát này ở đêm chung kết American Idol năm 2010. Ý kiến phản hồi về bài hát này đều rất tốt. Tuy nhiên, do phát hành không đúng thời điểm và quá ít hoạt động quảng bá, đĩa đơn này đã không thành công như mong đợi.
Video âm nhạc cho You Lost Me ra mắt vào ngày 22 tháng 7 năm 2010, trên tài khoản Vevo chính thức của Christina Aguilera. Đạo diễn của video clip này là Anthony Mandler.

## Danh sách ca khúc
- Tải nhạc số[1]

1. "You Lost Me" (Radio Remix) – 4:19

- Remix kỹ thuật số (Radio edit)[2]

1. "You Lost Me" (Hex Hector/Mac Quayle Mix Radio Edit) – 3:37

- Remix kỹ thuật số (Club mix)[3]

1. "You Lost Me" (Hex Hector/Mac Quayle Extended Club Mix) - 6:53

- Đĩa đơn kỹ thuật số[4]

1. "You Lost Me" (Radio Remix) – 4:19
2. "You Lost Me" (Hex Hector/Mac Quayle Mix Radio Edit) – 3:37

- Remix kỹ thuật số (Dub remix)[5]

1. "You Lost Me" (Hex Hector/Mac Quayle Remix Dub Edit) – 6:57

## Tham gia thực hiện
- Sáng tác - Christina Aguilera, Sia Furler, Samuel Dixon
- Sản xuất - Samuel Dixon
- Vocal production - additional by Sia Furler
- Thu âm - Samuel Dixon, Jimmy Hogarth, Cameron Craig
- Thu âm giọng hát - Oscar Ramirez

## Xếp hạng
"You Lost Me" đã thất bại trong thương mại. Tại Bỉ, ca khúc đạt được vị trí thứ 19 trên bảng xếp hạng Ultratop Wallonia, ca khúc cũng lọt vào bảng xếp hạng của Hà Lan tại vị trí thứ 91, nhưng chỉ trụ lại một tuần. Tại Slovakia ca khúc lọt vào bảng xếp hạng airplay trong bốn tuần, với vị trí cao nhất là 78. Tại Mỹ, "You Lost Me" cũng lọt vào bảng xếp hạng Adult Contemporary với vị trí cao nhất là 28, mặc dù ca khúc lại đạt được vị trí quán quân trên bảng xếp hạng Hot Dance Club Songs. Ngoài ra, ca khúc cũng đạt được vị trí thứ 153 trên bảng xếp hạng UK Singles Chart.
| Bảng xếp hạng (2010)                          | Vị trí cao nhất |
| --------------------------------------------- | --------------- |
| Bỉ (Ultratip Wallonia)                        | 19              |
| Hà Lan (Mega Single Top 100)                  | 91              |
| Slovakian Airplay Chart                       | 78              |
| UK Singles Chart                              | 153             |
| US Bubbling Under Hot 100 Singles (Billboard) | 19              |
| US Hot Dance Club Songs (Billboard)           | 1               |
| US Adult Contemporary (Billboard)             | 28              |

## Lịch sử phát hành
| Quốc gia | Ngày                | Định dạng                 | Hãng đĩa                 |
| -------- | ------------------- | ------------------------- | ------------------------ |
| Mỹ       | 29 tháng 6 năm 2010 | Đài phát thanh mainstream | RCA Records              |
| Mỹ       | 6 tháng 7 năm 2010  | Tải nhạc số (Radio Edit)  | RCA Records              |
| Mỹ       | 22 tháng 7 năm 2010 | Tải nhạc số (Remixes)     | RCA Records              |
| Thế giới | 30 tháng 7 năm 2010 | EP kỹ thuật số            | RCA Records              |
| Đức      | 20 tháng 8 năm 2010 | Tải nhạc số               | Sony Music Entertainment |
| Đức      | 3 tháng 9 năm 2010  | Đĩa đơn CD                | Sony Music Entertainment |
| Anh      | 7 tháng 9 năm 2010  | Đĩa đơn CD                | Sony Music Entertainment |